# Nuorunen
Nuorunen (rusky Ну́орунен) je vrchol nedaleko vesnice Kestenga v ruské Karelské republice. Patří k pohraniční vysočině Maanselkä a s nadmořskou výškou 576,7 metru je nejvyšším bodem Karelské republiky. V okolí byl v roce 1992 vyhlášen národní park Paanajärvi. Na vrcholu se nachází posvátný sejd. V letech 1917 až 1940 ležel Nuorunen na území Finska. 
Hora je tvořena žulou, křemenem a mikroklinem. Na jejím úpatí leží jezero Tavajärvi. Vrchol hory pokrývá tundra, po většinu roku zde leží sníh a vanou silné větry. Přes vrchol vede stezka pro koně, kterou využívali obchodníci dodávající do Finska sledě z Bílého moře. Nuorunen je oblíbeným turistickým cílem, který díky absenci vegetace nabízí daleké výhledy.
Na vrcholu kopce je největší sejd v Karélii, místo náboženských uctívání starých Sámů.